# Harrijärvet (Karesuando socken, Lappland, 763350-171271)
Harrijärvet är en sjö i Kiruna kommun i Lappland och ingår i Torneälvens huvudavrinningsområde. Sjön har en area på 0,359 kvadratkilometer och ligger 747 meter över havet. Sjön avvattnas av vattendraget Vittankijoki.

## Delavrinningsområde
Harrijärvet ingår i det delavrinningsområde (763343-171573) som SMHI kallar för Ovan Kalmusjoki. Medelhöjden är 728 meter över havet och ytan är 38,31 kvadratkilometer. Det finns inga avrinningsområden uppströms utan avrinningsområdet är högsta punkten. Vittankijoki som avvattnar avrinningsområdet har biflödesordning 3, vilket innebär att vattnet flödar genom totalt 3 vattendrag innan det når havet efter 507 kilometer. Avrinningsområdet består mestadels av kalfjäll (91 procent). Avrinningsområdet har 0,84 kvadratkilometer vattenytor vilket ger det en sjöprocent på 2,2 procent.